# Arcidiocesi di Bahía Blanca
L'arcidiocesi di Bahía Blanca (in latino Archidioecesis Sinus Albi) è una sede metropolitana della Chiesa cattolica in Argentina. Nel 2022 contava 701.400 battezzati su 806.400 abitanti. È retta dall'arcivescovo Carlos Azpiroz Costa, O.P.

## Territorio
L'arcidiocesi comprende i seguenti partidos nella parte meridionale della provincia di Buenos Aires in Argentina: Adolfo Alsina, Adolfo Gonzáles Chaves, Bahía Blanca, Coronel Dorrego, Coronel de Marina Leonardo Rosales, Coronel Pringles, Coronel Suárez, Daireaux, Guaminí, Monte Hermoso, Patagones, Puán, Saavedra, San Cayetano, Tornquist, Tres Arroyos e Villarino.
Sede arcivescovile è la città di Bahía Blanca, dove si trova la cattedrale di Nostra Signora della Mercede.
Il territorio si estende su 82.625 km² ed è suddiviso in 55 parrocchie.

### Provincia ecclesiastica
La provincia ecclesiastica di Bahía Blanca, istituita nel 1957, comprende 8 suffraganee, che coprono tutto il territorio centro-meridionale del Paese:
- diocesi di Alto Valle del Río Negro;
- diocesi di Comodoro Rivadavia;
- prelatura territoriale di Esquel;
- diocesi di Rawson;
- diocesi di Río Gallegos;
- diocesi di San Carlos de Bariloche;
- diocesi di Santa Rosa;
- diocesi di Viedma.

## Storia
La diocesi di Bahía Blanca fu eretta il 20 aprile 1934 con la bolla Nobilis Argentinae nationis di papa Pio XI, ricavandone il territorio dalla diocesi di La Plata, contestualmente elevata ad arcidiocesi. Originariamente era suffraganea della stessa arcidiocesi di La Plata.
L'11 febbraio 1957 ha ceduto porzioni del suo territorio a vantaggio dell'erezione delle diocesi di Mar del Plata e di Santa Rosa e contestualmente è stata elevata al rango di arcidiocesi metropolitana con la bolla Quandoquidem adoranda di papa Pio XII.

## Cronotassi dei vescovi
Si omettono i periodi di sede vacante non superiori ai 2 anni o non storicamente accertati.
- Leandro Bautista Astelarra † (13 settembre 1934 - 24 agosto 1943 deceduto)
  - Sede vacante (1943-1946)
- Germiniano Esorto † (2 novembre 1946 - 31 maggio 1972 ritirato)
- Jorge Mayer † (31 maggio 1972 - 31 maggio 1991 ritirato)
- Rómulo García † (31 maggio 1991 - 15 giugno 2002 ritirato)
- Guillermo José Garlatti (11 marzo 2003 - 12 luglio 2017 ritirato)
- Carlos Azpiroz Costa, O.P., succeduto il 12 luglio 2017

## Statistiche
L'arcidiocesi nel 2022 su una popolazione di 806.400 persone contava 701.400 battezzati, corrispondenti all'87,0% del totale.
| anno | popolazione | popolazione | popolazione | presbiteri | presbiteri | presbiteri | presbiteri                | diaconi | religiosi | religiosi | parrocchie |
| anno | battezzati  | totale      | %           | numero     | secolari   | regolari   | battezzati per presbitero | diaconi | uomini    | donne     | parrocchie |
| ---- | ----------- | ----------- | ----------- | ---------- | ---------- | ---------- | ------------------------- | ------- | --------- | --------- | ---------- |
| 1950 | 500.000     | 560.000     | 89,3        | 97         | 51         | 46         | 5.154                     |         | 73        | 280       | 47         |
| 1959 | 460.000     | 485.000     | 94,8        | 137        | 51         | 86         | 3.357                     |         | 61        | 374       | 44         |
| 1966 | 460.000     | 500.000     | 92,0        | 149        | 62         | 87         | 3.087                     |         | 65        | 368       | 50         |
| 1970 | 460.000     | 500.000     | 92,0        | 148        | 54         | 94         | 3.108                     |         | 94        | 404       | 48         |
| 1976 | 540.000     | 600.000     | 90,0        | 136        | 46         | 90         | 3.970                     |         | 115       | 385       | 46         |
| 1980 | 608.000     | 675.000     | 90,1        | 129        | 43         | 86         | 4.713                     |         | 111       | 377       | 59         |
| 1990 | 703.000     | 780.000     | 90,1        | 114        | 45         | 69         | 6.166                     |         | 92        | 272       | 60         |
| 1999 | 616.000     | 725.000     | 85,0        | 113        | 52         | 61         | 5.451                     | 2       | 90        | 216       | 57         |
| 2000 | 624.000     | 734.000     | 85,0        | 110        | 48         | 62         | 5.672                     | 2       | 92        | 230       | 58         |
| 2001 | 595.000     | 700.000     | 85,0        | 120        | 48         | 72         | 4.958                     | 7       | 91        | 204       | 56         |
| 2002 | 595.000     | 700.000     | 85,0        | 119        | 50         | 69         | 5.000                     | 16      | 87        | 187       | 56         |
| 2003 | 595.000     | 700.000     | 85,0        | 118        | 51         | 67         | 5.042                     | 16      | 82        | 201       | 56         |
| 2004 | 595.000     | 700.000     | 85,0        | 111        | 50         | 61         | 5.360                     | 16      | 78        | 204       | 46         |
| 2006 | 595.000     | 700.000     | 85,0        | 103        | 54         | 49         | 5.776                     | 15      | 58        | 253       | 56         |
| 2012 | 635.000     | 743.000     | 85,5        | 85         | 48         | 37         | 7.470                     | 21      | 53        | 217       | 56         |
| 2015 | 654.000     | 765.000     | 85,5        | 67         | 45         | 22         | 9.761                     | 21      | 36        | 187       | 55         |
| 2018 | 674.970     | 777.030     | 86,9        | 75         | 49         | 26         | 8.999                     | 29      | 45        | 157       | 55         |
| 2020 | 688.350     | 791.820     | 86,9        | 77         | 51         | 26         | 8.939                     | 29      | 45        | 157       | 55         |
| 2022 | 701.400     | 806.400     | 87,0        | 79         | 53         | 26         | 8.878                     | 29      | 45        | 157       | 55         |